# Keleti székicsér
A keleti székicsér (Glareola maldivarum) a madarak osztályának lilealakúak (Charadriiformes) rendjébe, ezen belül a székicsérfélék (Glareolidae) családjába tartozó faj.

## Rendszerezése
A fajt Johann Reinhold Forster német ornitológus írta le 1795-ben, Glareola (Pratincola) Maldivarum néven.

## Előfordulása
Ázsia keleti részén honos, telelő vagy kóborló példányai eljutnak Indonéziába és Ausztráliába is. 
Természetes élőhelyei a mérsékelt övi, szubtrópusi és trópusi füves puszták, tengerpartok, sós és édesvizű tavak. Vonuló faj.

## Megjelenése
Testhossza 25 centiméter, szárnyfesztávolsága 58-64 centiméter, testtömege 59-95 gramm. Nagyon hasonlít legközelebbi és ismertebb rokonára, az Európában is élő székicsérre. Nagy szeme, hegyes szárnya és villás farka mind a levegőben való vadászatot szolgálja. Torka világos színű, fekete kerettel.
|  |  |

## Életmódja
Levegőben és a földön is keresgéli rovarokból álló táplálékát.

## Szaporodása
A földre, sekély mélyedésbe rakja fészkét. Fészekalja 2-3 tojásból áll.

## Természetvédelmi helyzete
Az elterjedési területe rendkívül nagy, egyedszáma ugyan csökken, de még nem éri el a kritikus szintet. A Természetvédelmi Világszövetség Vörös listáján nem fenyegetett fajként szerepel.